# Born (Rosport-Mompach)
Born (luxemburgisch Burⓘ) ist ein Ortsteil der Gemeinde Rosport-Mompach, Kanton Echternach im Großherzogtum Luxemburg.

## Lage
Born liegt am rechten Ufer der Sauer. Durch den Ort verläuft die Nationalstraße 10, die Born im Norden mit dem Nachbarort Girst und im Süden mit dem Nachbarort Moersdorf verbindet.

## Geschichte
Born wurde im Jahr 1084 erstmals urkundlich als Burna erwähnt. 1317 wurde der Ort Bornen und 1340 Burne genannt. Im Mittelalter entstand die so genannte Herrschaft Born, die noch bis zur Franzosenzeit Bestand hatte. 1286 wurde ein Heinrich von Born erwähnt. Die Familie ließ den Vorgängerbau von Schloss Born errichten, welches aber 1705 durch einen Angriff des Duke of Marlborough zerstört wurde. Im 16. Jahrhundert wurde in und um Born auch Salz abgebaut.
Bis zum Jahr 1822 war Born eine selbständige Gemeinde, zu der auch die Orte Dickweiler, Girst, Girsterklaus, Hinkel und die Hinkeler Mühle gehörten. Born kam an die Gemeinde Mompach und alle anderen Orte zur Gemeinde Rosport. Diese Aufteilung wurde erst zum 1. Januar 2018 geändert, als die beiden Gemeinden Rosport und Mompach zur neuen Gemeinde Rosport-Mompach fusionierten.

## Sehenswürdigkeiten
Sehenswürdigkeiten sind das Barockschloss Born aus dem Anfang des 18. Jahrhunderts und die Kath. Pfarrkirche St. Martin, ein neuromanischer Saalbau aus den 1850er Jahren.

## Infrastruktur
Neben der bereits erwähnten Kirche bestehen in Born auch eine Grundschule, eine Kindertagesstätte, verschiedene kleinere Geschäfte und ein Campingplatz.